# Софіївка (село, Криворізький район)
Софіївка (колишні назви: Софієво-Гейківка, Софієво, Валове́) — село у Криворізькому районі Дніпропетровської області. Центр Софіївської сільської ради. Населення — 1 316 мешканців.

## Назва
До 1953 року село носило назву Софієво-Гейківка; з 1953 по 1963 — Софієво, з 1963 по 2016 року — Валове. 2016 року було прийнято назву Софіївка.

## Географія
Село Софіївка знаходиться на березі річки Бокова (в основному на правому), вище за течією на відстані 2,5 км розташоване село Анастасівка, нижче за течією починається Карачунівське водосховище.

## Історія
Засноване в 1779 році. На момент заснування нараховувалось 12,489 дес. землі. На початку існування називалось слобода Софіївка, генерала Гейкіна (1780-тї рр.) Церковний приход в Софіївці почав існувати з 1783 року (Похідна церква Св.мучениці Софії). Згодом село  називалось Софієво-Гейківка на честь власника села поміщика, генерал-поручика Гейкіна і його дружини Софії, з 1953 року — Софієво. 1963 року отримало назву Валове на честь радянського міліціонера, який загинув під час збройної сутички в часи становлення радянської влади.
Станом на 1886 рік у містечку Софіївка, центрі Софіївської волості Олександрійського повіту Херсонської губернії, мешкало 499 осіб, налічувалось 70 дворових господарств, існували православна церква, єврейська синагога, 10 лавок, відбувалось 2 ярмарки на рік: 25 березня та 17 вересня, базари по неділях.
У другій половині XX століття у Валовому розташовувалась центральна садиба Христофорівської птахофабрики.

## Населення

### Мова
Розподіл населення за рідною мовою за даними перепису 2001 року:
| Мова            | Відсоток |
| --------------- | -------- |
| українська      | 94,5 %   |
| російська       | 5,2 %    |
| інші/не вказали | 0,3 %    |

## Економіка
- ПЛЕМПТАХОЗАВОД «Христофорівський».
- Турбаза «Рубін».
- Дитячий оздоровчий табір «Корчагінець».

## Об'єкти соціальної сфери
- Школа.
- Дитячий садочок.
- Будинок культури.
- Фельдшерсько-акушерський пункт.

## Пам'ятки
0,5 км. північніше розташована геологічна пам'ятка природи місцевого значення Мігматитові скелі.

## Транспорт
- Маршрутний рейс <414> Кривий Ріг - Христофорівка (через Лозуватку).
- Маршрутний рейс <403> Кривий Ріг - Христофорівка (через Кудашево).
- Маршрутний рейс <404> Кривий Ріг - Іванівка (через Софіївку).